# Burg Freudenberg (Oberpfalz)
Die Burg Freudenberg ist eine abgegangene Höhenburg bei 460 m ü. NHN auf dem Schlossberg am südwestlichen Ortsende (Schlossberg 15) von Freudenberg im Landkreis Amberg-Sulzbach in Bayern. Bis 1594 blieb die Burg Sitz der reichsfreien Herrschaft Freudenberg. Diese Burg wurde noch während des Mittelalters zu einem Schloss ausgebaut, von dem nur wenige Mauerreste erhalten geblieben sind. Heute ist die Ruine als Baudenkmal D-3-71-122-6 „Burgruine Freudenberg, mittelalterlich“, sowie als Bodendenkmal D-3-6537-0153 „Mittelalterlicher Burgstall mit zugehörigem Turmhügel, untertägigen Befunde des abgegangenen frühneuzeitlichen Schlosses von Freudenberg“ vom Bayerischen Landesamt für Denkmalpflege erfasst.

## Geschichte
1252 wurde ein Albertus von Freudenberg in einer Urkunde des Klosters Kastl erwähnt, was auf eine Erbauungszeit der Burg um 1250 hinweist. Von der ehemaligen kleinen Burg mit dreieckigem Grundriss war 1774 noch ein großer Turm erhalten, 1911 wurde die Burganlage durch Brand beschädigt.

## Beschreibung

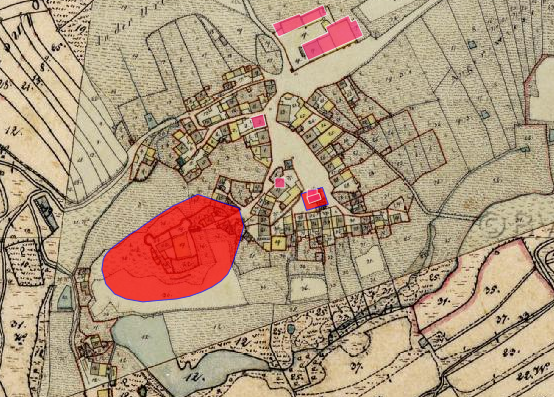
Lageplan der Burg Freudenberg (Oberpfalz) auf dem Urkataster von Bayern

Die Burganlage befand sich auf einem zwischen zwei Tälern nach Westen vorstoßenden Geländesporn und bestand aus einer Vor- und einer Hauptburg, die an der Spitze des Spornes lag.
In der Hauptburg befindet sich ein etwa zwölf mal zwölf Meter messender Turmhügel, der sich rund 20 Meter vor der Spornspitze erhebt. Dieser Burgteil wurde durch einen Halsgraben im Osten geschützt, Mauerreste sind keine mehr von der Hauptburg erhalten. An den Halsgraben schloss sich östlich noch ein Vorburgbereich an, auch dieser war durch einen Graben geschützt, welcher aber heute völlig verfüllt ist. Im Keller eines Gebäudes des 16. Jahrhunderts finden sich noch Mauerreste späterer Bauphasen der Burg.